# دولنی هوریتسه
دولنی هوریتسه (به چکی: Dolní Hořice) یک منطقهٔ مسکونی در جمهوری چک است که در منطقه تابور واقع شده‌است. دولنی هوریتسه ۳۹٫۰۸ کیلومتر مربع مساحت و ۸۰۴ نفر جمعیت دارد و ۵۵۴ متر بالاتر از سطح دریا واقع شده‌است.